# Role (województwo lubelskie)
Role – wieś w Polsce położona w województwie lubelskim, w powiecie łukowskim, w gminie Łuków. Leży w północno-zachodniej części Równiny Łukowskiej, w dorzeczu Krzny Północnej.
| SIMC    | Nazwa | Rodzaj  |
| ------- | ----- | ------- |
| 0679859 | Borki | kolonia |
| 0679865 | Role  | kolonia |

W latach 1975–1998 miejscowość położona była w województwie siedleckim.
Wieś stanowi sołectwo w gminie Łuków. Według Narodowego Spisu Powszechnego z roku 2011 wieś liczyła 476 mieszkańców.
We wsi znajduje się Szkoła Podstawowa im. Jana Pawła II. 
Wierni Kościoła rzymskokatolickiego należą do parafii św. Jana Chrzciciela w Krynce. We wsi jest kaplica.